# Éclatement de l'ordre de Saint-Jean de Jérusalem
L’Éclatement de l'ordre de Saint-Jean de Jérusalem, pour reprendre les termes d'Alain Blondy, est une des conséquences de la Révolution française. En 1792, la Révolution française confisque les biens français des Hospitaliers, comme ceux de tous les autres ordres religieux. Dissous cette même année, l'Ordre perd alors les trois quarts de ses revenus en France.
Les grands maîtres de l'Ordre, déjà sollicité par l'empire russe qui recherchait son appui dans le conflit qui l'opposait à l'empire ottoman, décident de se rapprocher de Paul Ier et d'en faire le protecteur de l'Ordre en échange de la création d'un grand prieuré de Russie, permettant ainsi à l'Ordre de retrouver une partie de ses ressources.
Le 19 mai 1798, Bonaparte, en route pour la campagne d'Égypte, s'empare de Malte, les 11 et 12 juin 1798. Ferdinand de Hompesch est exilé de Malte et 249 chevaliers se regroupent à Saint-Pétersbourg autour de Paul Ier pendant que le petit reste de l'Ordre part pour la Sicile ou s’enrôle dans les troupes napoléoniennes.
Cette scission, actée par l'élection de Paul Ier comme grand maître de l'Ordre, va entraîner l'explosion de l'Ordre. En plus des ordres nés du schisme protestant qui donna naissance au XVIe siècle aux ordres protestants de Brandebourg ou du Royaume-Uni, l'Ordre éclate de nouveau au début du XIXe siècle entre les fidèles au catholicisme en Sicile et les œcuménistes en Russie.
De plus, la création par Paul Ier de chevaliers orthodoxes héréditaires va ouvrir la porte, après la révolution bolchévique, à la recréation d'ordres, plus ou moins légitimes, se réclamant de l'ordre de Saint-Jean de Jérusalem.

## Contexte historique
L'ordre de Saint-Jean de Jérusalem est devenu prince de Malte en la personne de son grand maître, et le sort de l'Ordre va se trouver lié au plus près au destin de son territoire, l'archipel maltais, convoité par les principales puissances européennes. La lutte contre les infidèles a perdu, au siècle des lumières, sa seule valeur religieuse pour acquérir, avec la naissance des nationalismes, une dimension géostratégique.

### Décadence de l'ordre de Saint-Jean de Jérusalem
L'ordre de Saint-Jean de Jérusalem était né comme ordre hospitalier des pèlerinages en Terre sainte, s'était développé comme ordre militaire des croisades, avait sauvé son existence et son indépendance, à la différence des Templiers, en devenant souverain de l'île de Rhodes. Son installation à Malte, après son éviction de Rhodes, en avait fait la première puissance maritime de la Méditerranée. Mais année après année, les « caravanes » (les opérations contre les Musulmans infidèles) se limitaient en raids contre les barbaresques d'Alger, de Tunis ou de Tripoli, puis de razzias sans gloire contre les berbères aux salines de Zuara ou dans les golfes de Tunis ou d'Hammamet, pour enfin se transformer en convoyage des « responsions » (les revenus des propriétés continentales). La Valette détenait le triste titre du plus important marché aux esclaves de la Méditerranée chrétienne.
L'ordre de Saint-Jean de Jérusalem justifiait de moins en moins son surnom de « La Religion ». Son grand maître avec son statut de cardinal était devenu prince de Malte. Les oppositions étaient régulières entre l'Ordre, l'église et les inquisiteurs. Les chevaliers respectaient de moins en moins leurs vœux ; en dehors des caravanes, les chevaliers fréquentaient plus souvent les bars du port que l'auberge de la langue, ils pratiquaient plus les jeux de cartes et le billard que les offices religieux, ils fréquentaient plus régulièrement les femmes que les servants, quand ils ne se querellaient pas et se battaient en duel.
L'Ordre gardait toujours la meilleure réputation sanitaire et hospitalière. La Sacra Infermeria de La Valette, terminée en 1712, était certainement l'une des meilleures. La « quarantaine » était la plus courue de la Méditerranée, le commerce d'Orient préférait transiter par Malte où sa patente sanitaire était reconnue dans tous les ports d'Occident.
Le fossé se creuse de plus en plus entre l'Ordre et la population maltaise : l'affaire du capitaine de nuit expose le despotisme des aristocrates et l'émergence d'un sentiment national maltais.
Déjà, l'Ordre avait dû faire face à deux insurrections populaires. En 1775, les chevaliers durent mettre fin à la révolte des prêtres autour de Mannarino, comme une autre insurrection réprimée en 1784. En 1797, au moment de l'élection du nouveau grand-maître, une nouvelle insurrection, très certainement inspirée par le Directoire, tente d'obtenir une réforme du gouvernement de l'île par l'ordre de Saint-Jean de Jérusalem. Après l'élection de Hompesch, l'Ordre voulait marquer fortement un coup d'arrêt à ces dérives et fait de Mikiel Anton Vassalli, le père de la langue maltaise, le principal responsable. Il est enfermé au fort Ricasoli, puis exilé à Salerne, faisant un exemple et contraignant ainsi au silence tous les frères de l'Ordre tentés par l'aventure.

### Convoitise des grandes puissances
Sous les ors du palais magistral de La Valette, la magistrature de Manoel Pinto (1741-1773), qui s'attribua la couronne fermée, à l'image des rois et des empereurs, est marquée par de fortes prétentions souveraines. Celle de Francico Ximenes (1773-1775), le fut par l'austérité pour tenter de remettre en état les finances et l'or de l'Ordre.
Le royaume de Naples gardait toujours l'espoir de récupérer l'archipel en cas de départ de l'ordre de Saint-Jean de Jérusalem, mais l'île de Malte, une puissante forteresse au cœur même de la Méditerranée, était aussi la convoitise de toutes les puissances méditerranéennes.
Le 19 septembre 1760, la Couronne ottomane, vaisseau amiral, est prise aux Turcs par 71 esclaves chrétiens révoltés qui le mènent à Malte. Sur demande de la France en 1761,  le grand maître Pinto accepte de lui vendre le bâtiment pour que le roi de France puisse le rendre au Sultan. L'ordre de Saint-Jean de Jérusalem n'a plus la même opposition intransigeante vis-à-vis des infidèles.
En 1783, l'Angleterre perd l'île de Minorque et sa base navale. Même si elle garde l'escale de Livourne et ses entrepôts commerciaux, la flotte anglaise fréquente plus souvent le port de La Valette. L'île prend donc de plus en plus de valeur, Horatio Nelson la considère comme plus sûre que Gibraltar quand en 1794, lord Grenville, ministre des affaires étrangères, prend connaissance d'un mémorandum soulignant l'importance de l'île de Malte « en temps de paix, les grands docks de Malte pourraient être utiles au commerce britannique, les lazarets à ses marins. En temps de guerre, les rades de Malte assureraient une retraite aux bâtiments de Sa Majesté et faciliteraient l'attaque du commerce ennemi. »
La France avait une place prépondérante dans les relations de puissance à puissance avec l'ordre de Saint-Jean de Jérusalem. En 1780, 65 % des bateaux relâchant à Malte battent pavillon français loin devant ceux de Raguse, Naples, Venise, l'Angleterre, Malte, la Grèce, la Suède, Gênes et la Russie. La France avait au XVIIIe siècle le monopole de l'importation des produits manufacturés à Malte. Les grands maîtres Pinto et Rohan ont fait construire de grands dépôts par où transite tout le commerce méditerranéen : « les marchandises d'Orient - blé, maïs, dattes, figues, raisins secs, huile, coton, soie, lin, cuirs - ou d'Occident - tissus, quincaillerie, fers, armes, munitions. » Le 11 août 1790, les députés déclaraient à la Constituante : « la nation française trouverait peut-être moins d'avantages à la possession de cette île qu'à l'alliance qui unit les deux puissances. »

### Confrontation avec la Révolution française
La grande affaire du grand maître Emmanuel de Rohan-Polduc (1775-1797) est de faire face aux conséquences de la Révolution française : la suppression des dîmes et des rentes en 1789, le versement d'une « contribution patriotique » de 879 391 livres et l'échec de la déclaration des biens de l'Ordre, comme ceux du clergé, biens nationaux, au prétexte que l'Ordre était une « puissance étrangère possessionnée » et contre soumission aux contributions du royaume en 1790, la suppression des ordres de chevalerie en 1791, pour finalement aboutir le 19 septembre 1792 à la mise sous séquestre et la vente des biens de l'Ordre en France, privant celui-ci de plus de la moitié de ses revenus, peut-être des trois-quarts. S’ensuivit deux années de négociation, L'Ordre ne voulait pas perdre ses biens et la Convention cherchant l'appui de l'Ordre pour la protection du commerce maritime de la France en Méditerranée. L'Ordre accumulait les revers, les partages de la Pologne en 1793 et 1795 provoquent la perte des commanderies polonaises réduisant encore les ressources de l'Ordre.

### La protection de l'Empire de Russie
Emmanuel de Rohan marquera aussi l'implication de l'ordre de Saint-Jean de Jérusalem dans les affaires polonaises avec la création du grand prieuré de Pologne et plus tard celui de Bavière et l'institution de la langue anglo-bavaroise. Sa magistrature fut aussi marquée par les relations entre l'Ordre et l'empire russe. En 1770, Catherine II avait demandé, sans résultat, l'aide de l'Ordre dans son action contre les Turcs en mer Égée où elle avait détruit la flotte turque à Tchesmé. En 1773, c'est l'Ordre qui a besoin de la Russie depuis que celle-ci était devenue maîtresse d'une partie de la Pologne et donc d'une partie des commanderies du grand prieuré de Pologne.
Paul Ier, successeur au trône russe en 1795 et admiratif des ordres de chevalerie, s'engage alors à protéger les biens des Hospitaliers en Pologne. Le nouveau grand maître, Ferdinand de Hompesch (1797-1799) confirme le bailli Giulo Litta comme ambassadeur extraordinaire en Russie alors que Paul Ier nomme le chevalier O'Hara ministre extraordinaire auprès de grand maître. Le tsar Paul accepte le titre de protecteur de l'Ordre en même temps que trois croix, celles de Jean de Valette, de Philippe de Villiers de L'Isle-Adam et de Hompesch, pour lui et ses deux fils. La Russie des tsars devenait la puissance protectrice de l'Ordre après l'Espagne de Charles Quint et la France de Louis XIV.

### La prise de Malte et l'expulsion de l'Ordre de l'île
Le Directoire, en représailles d'une déclaration du grand maître de Rohan du 10 octobre 1793, qui refusait de reconnaître la République française, ordonne à Bonaparte, général en chef de l'armée d'Orient, de s'emparer de Malte sur la route de sa campagne d'Égypte.

## L'éclatement de l'ordre de Saint-Jean de Jérusalem

### Un ordre souverain sans territoire
L'ordre souverain de Malte se présente, officiellement depuis 1961, comme le seul continuateur de l'Ordre historique, l'ordre de Saint-Jean de Jérusalem.
L'ordre souverain de Malte est reconnu officiellement par la France, l'Italie, etc. et fait respecter sa légitimité devant la justice, plutôt avec succès mais pas toujours. Il a fini par déposer à l'OMPI le nom « ordre de Malte », ainsi que 15 autres variantes du nom et emblèmes, dans plus de 100 pays (comme cela est aussi fait par les entités commerciales pour éviter l'utilisation frauduleuse de leurs marques) afin d'éviter que son nom soit utilisé illégalement.

### Des chevaliers héréditaires
En 1963, Pierre II de Yougoslavie, ex-roi en exil à Paris, reprend en main diverses associations de Saint-Jean de Jérusalem. Il prétend tirer sa légitimité de ce que les reliques sacrées sont placées sous la protection de la couronne yougoslave depuis 1917. Il fonde, l'ordre des chevaliers hospitaliers. Divers ouvrages et échanges épistolaires virulents entre l'ordre de Malte et l'ordre des chevaliers hospitaliers s'ensuivirent. L'ordre de Malte a été débouté devant les Tribunaux Hollandais et Américains de ses prétentions. La Belgique reconnaît l'ordre des Hospitaliers (OSJ) du Roi Pierre II en Belgique en tant qu'organisation humanitaire internationale et au Canada comme ordre de chevalerie.

## Les ordres se réclamant de l'ordre historique de Saint-Jean de Jérusalem

### Les ordres protestants
Des ordres protestants existent depuis le schisme protestant et anglican, des langues, des baillies ou bailliage se sont alors séparés pour prendre leur autonomie de l'Ordre catholique :
- le grand bailliage de Brandebourg de l'ordre de Saint-Jean de Jérusalem en Allemagne ;
- le Vénérable Ordre de Saint-Jean en Grande-Bretagne ;
- l'ordre de Saint-Jean aux Pays-Bas ;
- l'ordre suédois de Saint-Jean.

Ces quatre ordres se sont regroupés le 13 juin 1961, exactement deux semaines avant la reconnaissance officielle de l'ordre souverain de Malte par le Saint-Siège, au sein de l'Alliance des ordres de Saint-Jean. Hormis ces quatre ordres, l'Alliance reconnait aussi quatre commanderies rattachées au Grand Bailliage de Brandebourg :
- la commanderie finlandaise de Saint-Jean ;
- la commanderie française de Saint-Jean ;
- la commanderie suisse de Saint-Jean ;
- la commanderie hongroise de Saint-Jean.

### Les ordres catholiques
- L'ordre souverain militaire et hospitalier de Saint-Jean de Jérusalem, de Rhodes et de Malte
- L'ordre souverain de Saint-Jean de Jérusalem, chevaliers de Malte, fédération des prieurés autonomes

### Les ordres œcuméniques
- Le grand prieuré russe œcuménique de Saint-Jean de Jérusalem
- L'ordre souverain de Saint-Jean de Jérusalem, chevaliers hospitaliers
- L'ordre souverain militaire et hospitalier de Saint-Jean de Jérusalem, chevaliers œcuméniques de Rhodes et de Malte

## Référencement